# 도나타스 말리나우스카스

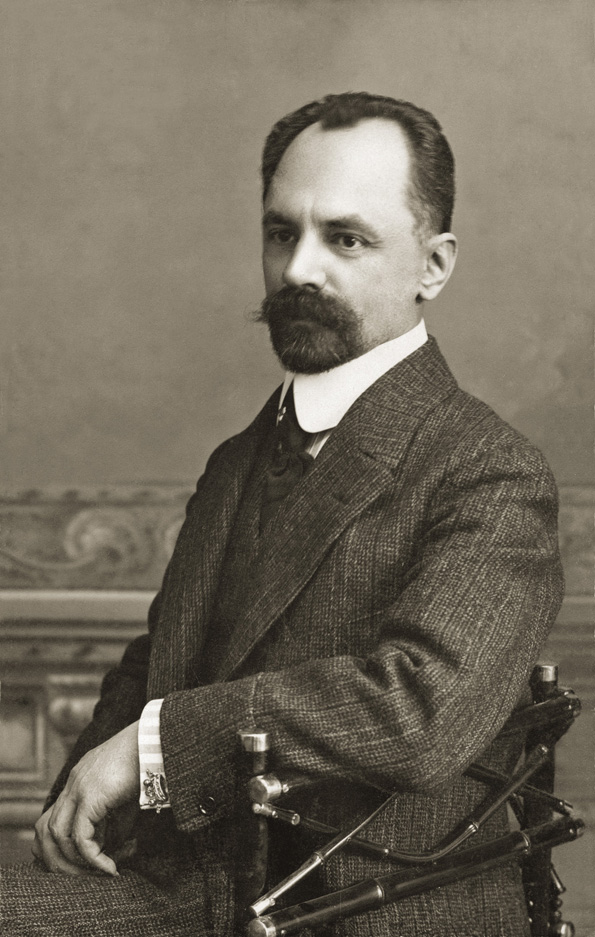
도나타스 말리나우스카스

도나타스 말리나우스카스(리투아니아어: Donatas Malinauskas, 1877년 2월 23일~1942년 11월 30일)는 리투아니아의 외교관, 정치인이다. 리투아니아 독립 선언서에 서명한 20인 중 한 사람이다.